# Hermann Beigel
Hermann Beigel (* 7. April 1829 in Jarotschin, Provinz Posen; † 8. Januar 1879 in Wien) war ein deutscher Mediziner und der erste Direktor des Maria Theresia-Frauen-Hospitals in Wien.

## Leben
Hermann Beigel besuchte das Gymnasium in Gleiwitz und das Elisabet-Gymnasium in Breslau, studierte an der Königlichen Universität zu Greifswald und der Königlichen Universität zu Breslau sowie der Friedrich-Wilhelms-Universität zu Berlin und der Universität Wien Medizin und wirkte 1855 als Arzt in Posen.
Am 1. Mai 1855 wurde er unter der Präsidentschaft von Christian Gottfried Daniel Nees von Esenbeck in der Sektion Medizin unter der Matrikel-Nr. 1728 mit dem akademischen Beinamen A. Vogel als Mitglied in die Kaiserliche Leopoldino-Carolinische Akademie der Naturforscher aufgenommen.
Im Folgejahr wurde er mit seiner Dissertation De morbo Brightii et eclampsia puerperali vom 9. Mai 1856 in Berlin promoviert und wirkte anschließend als Badearzt in Reinerz in der Provinz Schlesien.

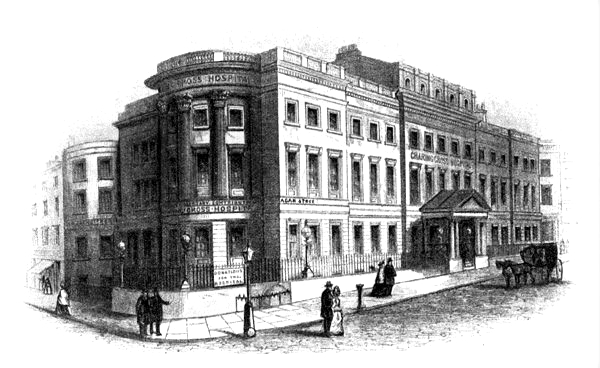
Charing Cross Hospital, London

Danach nahm er einen Ruf an das Charing Cross Hospital in London an, an dem er der Abteilung für Hautkrankheiten vorstand, als Lecturer of skin diseases wirkte und nebenher noch Arzt am Metropolitan Free Hospital war.
Am Deutsch-Französischen Krieg von 1870/71 nahm er unter dem Regimentskommandeur Hermann von Dörnberg als Regimentsarzt des in Friedenszeiten in Köln stationierten 5. Rheinischen Infanterie-Regiment Nr. 65 teil und wurde bei Verdun mit dem Eisernen Kreuz II. Klasse ausgezeichnet.
Nach Kriegsende folgte er einem Ruf als leitender Arzt an das 1872 gegründete Maria Theresia-Frauen-Hospital in Wien, wo er zuletzt als Direktor bis zu seinem frühen Lebensende im Januar 1879 wirkte. Hermann Beigel starb im Alter von 49 Jahren an den Folgen einer Eiterbeule (Karbunkel).
Hermann Beigel war Freimaurer, wurde 1862 in die Londoner Loge Tranquillity No. 185 aufgenommen und wechselte 1873 in die Wiener Loge Humanitas. Unter seiner Führung spalteten sich mehrere Mitglieder ab und gründeten 1874 im 70 Kilometer von Wien entfernten damals ungarischen Preßburg (Pozsony) die Grenzloge Zukunft, wobei Hermann Beigel in der Folge das Ritual der Großloge von Österreich erarbeitete. Ab 1876 gab er als Redakteur die Zeitschrift Der Freimaurer. Illustrirte Monatschrift für die gesammte Freimaurerei im Verlag Winter in Wien heraus.
Nach ihm wurden die Beigel-Krankheit (Englischer Begriff: Beigel's disease), eine seltene Haarerkrankung (weiße Piedra) des Menschen und bestimmter Tiere, die durch Angehörige der weitverbreiteten Hefe-Gattung Trichosporon Behrend, 1890 verursacht wird sowie der Hefepilz Trichosporon beigelii (Küchenmeister u. Rabenhorst, 1867) Vuillemin, 1902, benannt.
Von seiner Korrespondenz sind 2 an ihn gerichtete Briefe von Gottfried Kinkel vom 25. September 1863 und vom 22. Januar 1864 sowie ein von Beigel an den Redakteur James Goodchild Wakley gerichteter Brief vom 13. Mai 1869 überliefert.

## Schriften
als Autor
- Untersuchungen über die Harn- und Harnstoffmengen, welche von Gesunden ausgeschieden werden bei gewöhnlicher, knapper und reicher Diät und beim Gebrauche einiger antiphlogistischer Arzneimittel. Eine gekrönte Preisschrift, Weber, Breslau und Bonn 1855 (Digitalisat)
- De morbo Brightii et eclampsia puerperali. Dissertatio Inauguralis Medica, Schade, Berolini 1856 (Digitalisat)
- Zur Lehre vom Milzbrand beim Menschen. Schade, Berlin 1862 (Digitalisat)
- Balneologische Notizen über die Kurmittel des Bades Reinerz in Schlesien mit besonderer Berücksichtigung der daselbst eingerichteten jodhaltigen Moorbäder. Enke, Erlangen 1863 (Digitalisat)
- On inhalation as a means of local treatment of the organs of respiration by atomized fluids and gases. Hardwicke, London 1866 (Digitalisat)
- Researches on the nature and action of Indian and African arrow-poison. University Press, Cambridge 1868 (Digitalisat)
- The human hair: its structure, growth, diseases, and their treatment. Renshaw, London 1869 (Digitalisat)
- Die Krankheiten des weiblichen Geschlechtes vom klinischen, pathologischen und therapeutischen Standpunkte aus dargestellt. Erster Band, Enke, Erlangen 1874 (Digitalisat)
- Die Krankheiten des weiblichen Geschlechtes vom klinischen, pathologischen und therapeutischen Standpunkte aus dargestellt. Zweiter Band, Enke, Erlangen 1875 (Digitalisat)
- Pathologische Anatomie der weiblichen Unfruchtbarkeit (Sterilität), deren Mechanik und Behandlung. Vieweg, Braunschweig 1878 (Digitalisat)
- Pathologische Anatomie der weiblichen Unfruchtbarkeit (Sterilität), deren Mechanik und Behandlung. Zweite Ausgabe, Vieweg, Braunschweig 1889 (Digitalisat)

als Herausgeber
- Dr. Graily Hewitt's Diagnose, Pathologie und Therapie der Frauen–Krankheiten. Enke, Erlangen 1873 (Digitalisat)

## Werke
als Autor
- Das System der Loge Bon Pasteur. Winter, Wien 1876 (Digitalisat)

als Herausgeber
- Der Freimaurer. Illustrirte Monatschrift für die gesammte Freimaurerei. Band 1, Winter, Hof-Buchdruckerei L. C. Zamarski, Wien 1876 (Digitalisat)
- Verfassung der Provinzial- und Grossloge von Oesterreich. Winter, Wien 1877 (Digitalisat)